# Teatro Leonardo da Vinci
Il Teatro Leonardo da Vinci è un teatro italiano fondato nel 1979 da Fiorenzo Grassi e Gianni Valle. La struttura, costituita da una sala teatrale ipogea, è dedicata a Leonardo da Vinci ed è ubicata a Milano in via Ampére, 1.

## Direzione artistica
La direzione artistica del teatro, dalla stagione 2009/10 alla Stagione 2014/15, è affidata alla compagnia teatrale Quelli di Grock. Dalla Stagione 2015/16 il Teatro Leonardo costituisce una delle tre sale di MTM - Manifatture Teatrali Milanesi / Teatro Litta Quelli di Grock Associati, la nuova realtà nata dalla fusione di Quelli di Grock e Teatro Litta.

## Caratteristiche tecniche
La sala è dotata di 500 posti a sedere con un'americana con 10 ritorni. Il palco è dotato di tre americane motorizzate, con 6 ritorni e un'americana fissa, con 12 ritorni.